# ماسيمو مارازينا

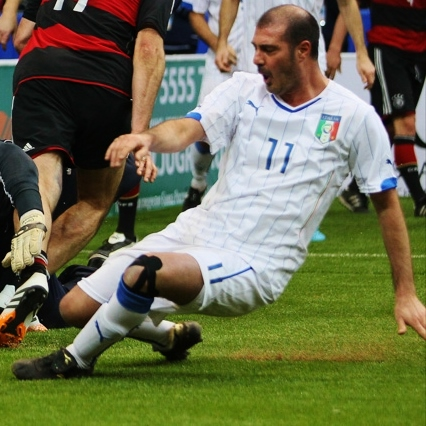

ماسيمو مارازينا (بالإيطالية: Massimo Marazzina)‏ (مواليد 16 يوليو 1974 في باندينو - إيطاليا) لاعب كرة قدم إيطالي يلعب حاليا لصالح نادي الدرجة الأولى بولونيا الإيطالي منذ 2006 في مركز المهاجم .

## روابط خارجية
- ماسيمو مارازينا على موقع قاعدة بيانات كرة القدم.إي يو (الإنجليزية)
- ماسيمو مارازينا على موقع ناشيونال فوتبول تيمز (الإنجليزية)